# 六名東緑道

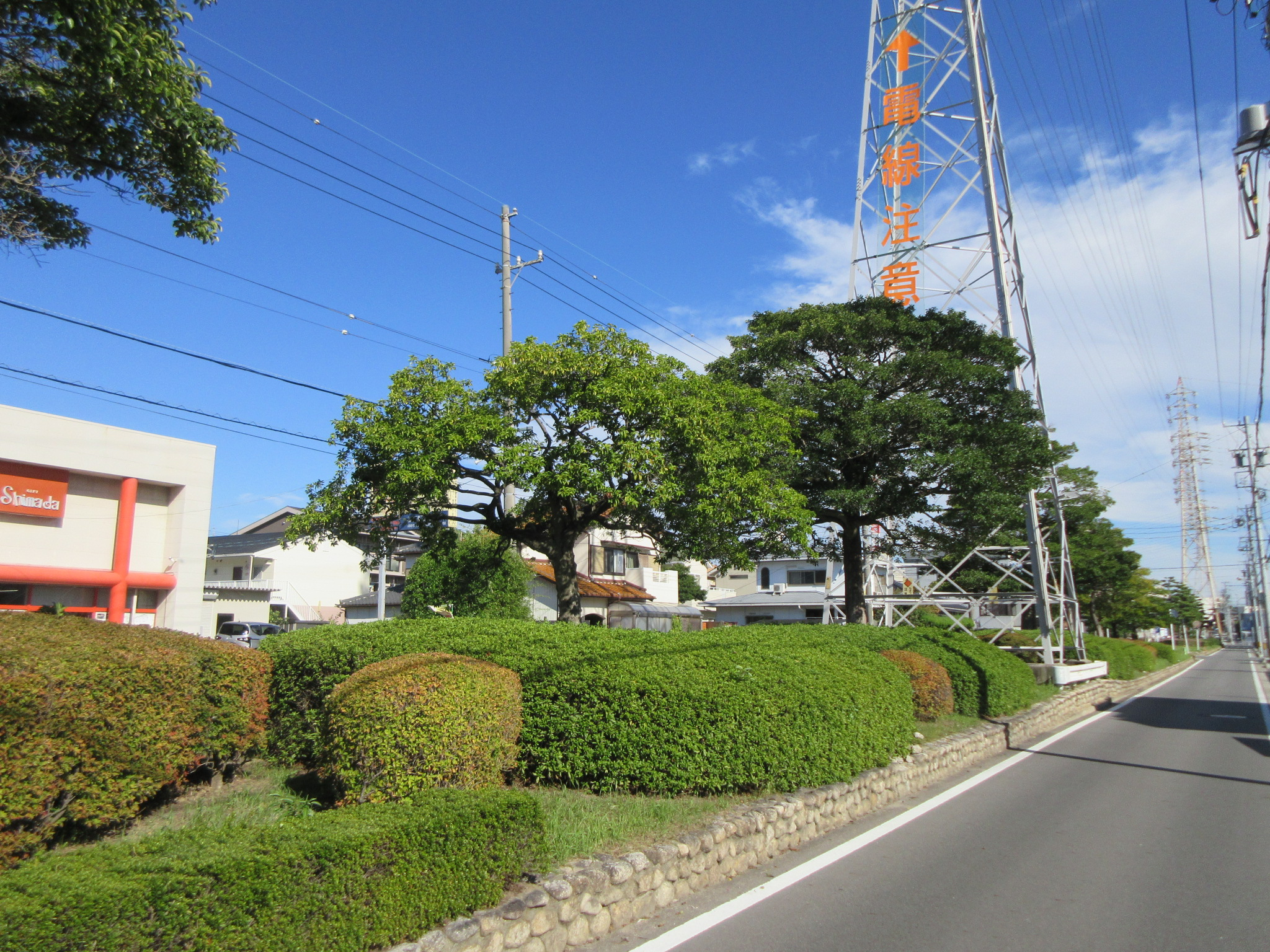
六名東町にて撮影。

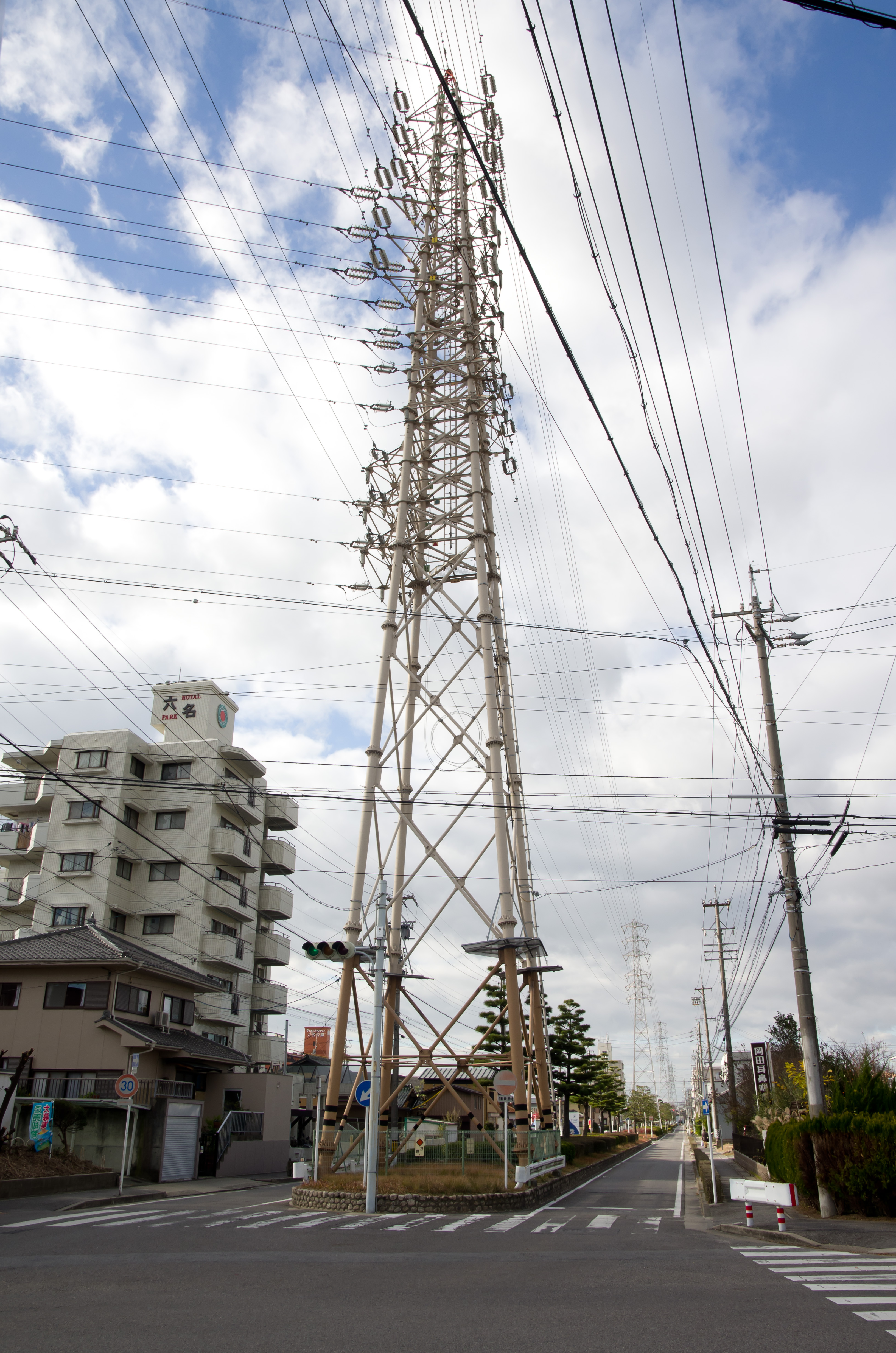
六名東緑道の起点。送電鉄塔が建っている。

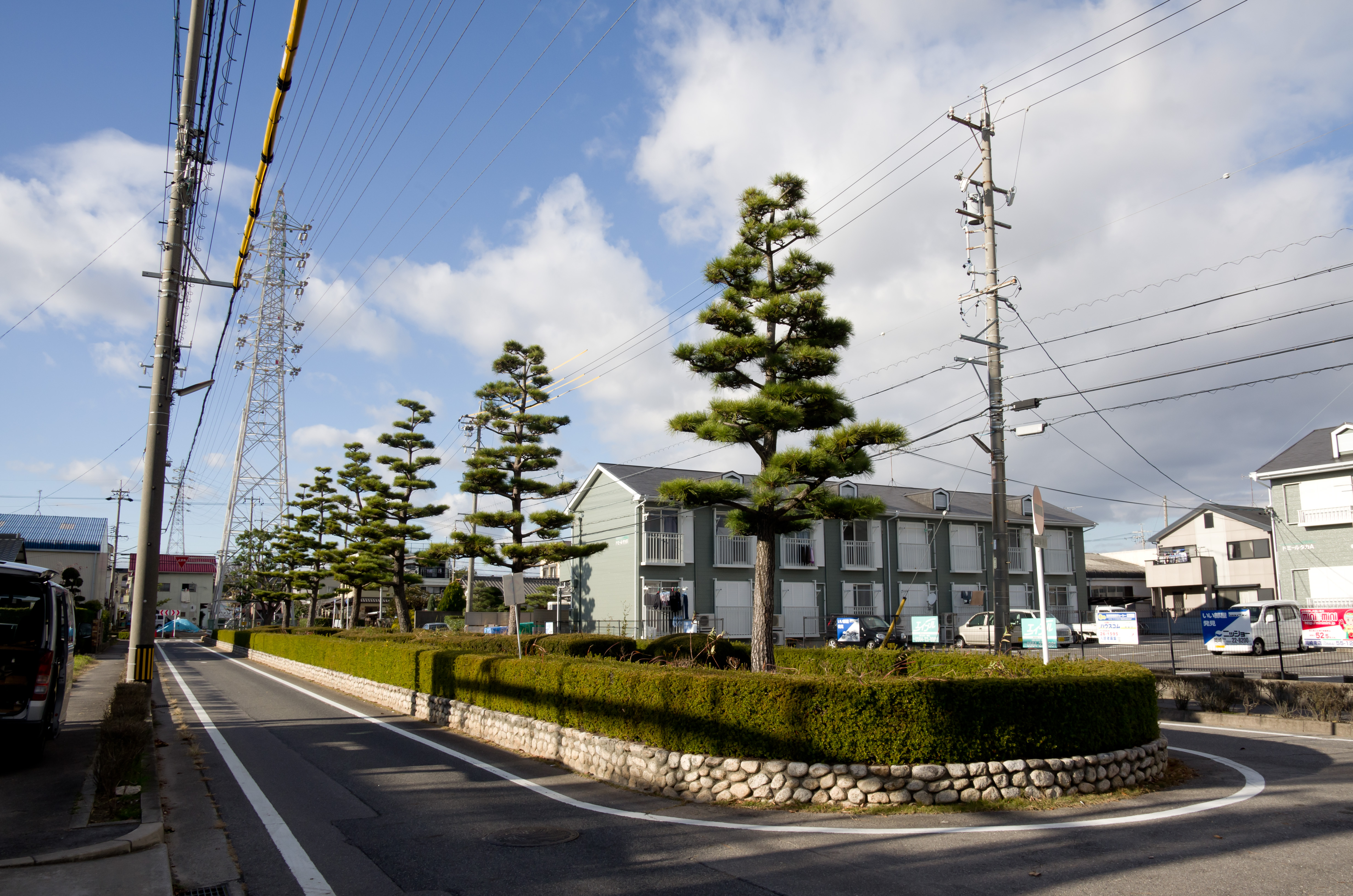
六名東緑道の終点付近（画面奥が終点）

六名東緑道（むつなひがしりょくどう）は、愛知県岡崎市の六名東町、六名新町を東西に通る緑地帯を含む道路の愛称。緑地帯の正式名称は「第5号六名東緑地」。

## 概要
この地区で1969年（昭和44年）度から1979年（昭和54年）年度にかけて実施された都市計画土地区画整理事業の一つである。送電線統合改良を目的として、中部電力岡崎支社により建設された送電鉄塔4基が建っている。1976年（昭和51年）4月30日に完工した。
道路中央部の緑地帯にはクロマツ、イチョウ、ケヤキ、クロガネモチ、シャリンバイ、アベリア、その他の植物が植えられている。六名東町にあることから六名東緑道と名づけられたが、厳密には半分以上の区間が六名新町地内である。六名東町交差点からの直線道路で、突き当りまでの延長は約650m。六名東緑道を越えて西に行くと六名本通りに合流する。
緑地帯を挟んで両側にある車道は一方通行道路。途中、信号機による交通整理がない交差点が2箇所あり、この地点は危険箇所のため十分に徐行する必要がある。

## 接続する路線
- 六名通り（岡崎市）